# Alfred Tarski
Alfred Tarski (/ˈtɑːrski/; 14 tháng 1 năm 1901 – 26 tháng 10 năm 1983), tên khai sinh Alfred Teitelbaum,  là một nhà logic học và toán học  mang quốc tịch Ba Lan-Mỹ   gốc Ba Lan-Do Thái.   Được đào tạo tại Ba Lan tại Đại học Warsaw, và là thành viên của trường phái logic Lwów-Warsaw và trường phái toán học Warsaw, ông di cư đến Hoa Kỳ vào năm 1939, nơi ông trở thành công dân nhập tịch vào năm 1945. Tarski dạy và nghiên cứu toán học tại Đại học California, Berkeley, từ năm 1942 cho đến khi ông qua đời năm 1983.
Là một tác giả nổi tiếng với các công trình nghiên cứu về lý thuyết mô hình, metamathematics và logic đại số, ông cũng đóng góp cho đại số trừu tượng, tô pô, hình học, lý thuyết độ đo, logic toán, lý thuyết tập hợp và triết học phân tích.
Những người viết tiểu sử về ông Anita Burdman Feferman và Solomon Feferman nói rằng, "Cùng với nhà toán học đương thời Kurt Gödel, ông đã thay đổi bộ mặt logic học của thế kỷ XX, đặc biệt thông qua các công trình của ông về khái niệm chân lý và lý thuyết về các mô hình." 

## Các công trình

### Tuyển tập
- 1986. The Collected Papers of Alfred Tarski, 4 vols. Givant, S. R., and McKenzie, R. N., eds. Birkhäuser.
- Givant Steven (1986). "Bibliography of Alfred Tarski". Journal of Symbolic Logic. Quyển 51 số 4. tr. 913–41. doi:10.2307/2273905. JSTOR 2273905.
- 1983 (1956). Logic, Semantics, Metamathematics: Papers from 1923 to 1938 by Alfred Tarski, Corcoran, J., ed. Hackett. 1st edition edited and translated by J. H. Woodger, Oxford Uni. Press.[8] This collection contains translations from Polish of some of Tarski's most important papers of his early career, including The Concept of Truth in Formalized Languages and On the Concept of Logical Consequence discussed above.

### Các ấn phẩm của Tarski
- 1930 Une contribution a la theorie de la mesure. Fund Math 15 (1930), 42–50.
- 1930. (with Jan Łukasiewicz). "Untersuchungen uber den Aussagenkalkul" ["Investigations into the Sentential Calculus"], Comptes Rendus des seances de la Societe des Sciences et des Lettres de Varsovie, Vol, 23 (1930) Cl. III, pp. 31–32 in Tarski (1983): 38–59.
- 1931. "Sur les ensembles définissables de nombres réels I", Fundamenta Mathematicae 17: 210–239 in Tarski (1983): 110–142.
- 1936. "Grundlegung der wissenschaftlichen Semantik", Actes du Congrès international de philosophie scientifique, Sorbonne, Paris 1935, vol. III, Language et pseudo-problèmes, Paris, Hermann, 1936, pp. 1–8 in Tarski (1983): 401–408.
- 1936. "Über den Begriff der logischen Folgerung", Actes du Congrès international de philosophie scientifique, Sorbonne, Paris 1935, vol. VII, Logique, Paris: Hermann, pp. 1–11 in Tarski (1983): 409–420.
- 1936 (with Adolf Lindenbaum). "On the Limitations of Deductive Theories" in Tarski (1983): 384–92.
- 1994 (1941).[9][10] Introduction to Logic and to the Methodology of Deductive Sciences. Dover.
- 1941. "On the calculus of relations", Journal of Symbolic Logic 6: 73–89.
- 1944. "The Semantical Concept of Truth and the Foundations of Semantics," Philosophy and Phenomenological Research 4: 341–75.
- 1948. A decision method for elementary algebra and geometry. Santa Monica CA: RAND Corp.[11]
- 1949. Cardinal Algebras. Oxford Univ. Press.[12]
- 1953 (with Mostowski and Raphael Robinson). Undecidable theories. North Holland.[13]
- 1956. Ordinal algebras. North-Holland.
- 1965. "A simplified formalization of predicate logic with identity",  Archiv für Mathematische Logik und Grundlagenforschung 7: 61-79
- 1969. "Truth and Proof", Scientific American 220: 63–77.
- 1971 (with Leon Henkin and Donald Monk). Cylindric Algebras: Part I. North-Holland.
- 1985 (with Leon Henkin and Donald Monk). Cylindric Algebras: Part II. North-Holland.
- 1986. "What are Logical Notions?", Corcoran, J., ed., History and Philosophy of Logic 7: 143–54.
- 1987 (with Steven Givant). A Formalization of Set Theory Without Variables. Vol.41 of American Mathematical Society colloquium publications. Providence RI: American Mathematical Society. ISBN 978-0821810415ISBN 978-0821810415. Review
- 1999 (with Steven Givant). "Tarski's system of geometry" Lưu trữ ngày 26 tháng 5 năm 2008 tại Wayback Machine, Bulletin of Symbolic Logic 5: 175–214.
- 2002. "On the Concept of Following Logically" (Magda Stroińska and David Hitchcock, trans.) History and Philosophy of Logic 23: 155–196.

### Tiểu sử
- Feferman, Anita Burdman (1999). "Alfred Tarski". American National Biography. Quyển 21. Oxford University Press. tr. 330–332. ISBN 978-0-19-512800-0.
- Feferman, Anita Burdman; Feferman, Solomon (2004). Alfred Tarski: Life and Logic. Cambridge University Press. ISBN 978-0-521-80240-6. OCLC 54691904.
- Frost-Arnold, Greg (2013). Carnap, Tarski, and Quine at Harvard: Conversations on Logic, Mathematics, and Science. Chicago: Open Court. ISBN 9780812698374.
- Givant Steven (1991). "A portrait of Alfred Tarski". Mathematical Intelligencer. Quyển 13 số 3. tr. 16–32. doi:10.1007/bf03023831.
- Patterson, Douglas. Alfred Tarski: Philosophy of Language and Logic  (Palgrave Macmillan; 2012) 262 pages; biography focused on his work from the late-1920s to the mid-1930s, with particular attention to influences from his teachers Stanislaw Lesniewski and Tadeusz Kotarbinski.

### Sách về logic
- The December 1986 issue of the Journal of Symbolic Logic surveys Tarski's work on model theory (Robert Vaught), algebra (Jonsson), undecidable theories (McNulty), algebraic logic (Donald Monk), and geometry (Szczerba). The March 1988 issue of the same journal surveys his work on axiomatic set theory (Azriel Levy), real closed fields (Lou Van Den Dries), decidable theory (Doner and Wilfrid Hodges), metamathematics (Blok and Pigozzi), truth and logical consequence (John Etchemendy), and general philosophy (Patrick Suppes).
  - Blok, W. J.; Pigozzi, Don, "Alfred Tarski's Work on General Metamathematics", The Journal of Symbolic Logic, Vol. 53, No. 1 (Mar., 1988), pp. 36–50
- Chang, C.C., and Keisler, H.J., 1973. Model Theory. North-Holland, Amsterdam.  American Elsevier, New York.
- Corcoran, John, and Sagüillo, José Miguel, 2011. "The Absence of Multiple Universes of Discourse in the 1936 Tarski Consequence-Definition Paper", History and Philosophy of Logic 32: 359–80.
- Corcoran, John, and Weber, Leonardo, 2015. "Tarski’s convention T: condition beta", South American Journal of Logic. 1, 3–32.
- Etchemendy, John, 1999. The Concept of Logical Consequence. Stanford CA: CSLI Publications. ISBN 1-57586-194-1ISBN 1-57586-194-1
- Feferman Solomon (1999). "Logic, Logics, and Logicism" (PDF). Notre Dame Journal of Formal Logic. Quyển 40. tr. 31–54. doi:10.1305/ndjfl/1039096304.
- Grattan-Guinness, Ivor, 2000. The Search for Mathematical Roots 1870-1940. Princeton Uni. Press.
- Kirkham, Richard, 1992. Theories of Truth. MIT Press.
- Maddux, Roger D., 2006. Relation Algebras, vol. 150 in "Studies in Logic and the Foundations of Mathematics", Elsevier Science.
- Mautner F. I. (1946). "An Extension of Klein's Erlanger Program: Logic as Invariant-Theory". American Journal of Mathematics. Quyển 68 số 3. tr. 345–84. doi:10.2307/2371821. JSTOR 2371821.
- McGee Van (1996). "Logical Operations". Journal of Philosophical Logic. Quyển 25 số 6. tr. 567–80. doi:10.1007/bf00265253.
- Popper, Karl R., 1972, Rev. Ed. 1979, "Philosophical Comments on Tarski's Theory of Truth", with Addendum, Objective Knowledge, Oxford:  319–340.
- Sinaceur H (2001). "Alfred Tarski: Semantic shift, heuristic shift in metamathematics". Synthese. Quyển 126. tr. 49–65. doi:10.1023/a:1005268531418.
- Smith, James T., 2010. "Definitions and Nondefinability in Geometry", American Mathematical Monthly 117:475–89.
- Wolenski, Jan, 1989. Logic and Philosophy in the Lvov–Warsaw School. Reidel/Kluwer.